# Joe Alt
Pour les articles homonymes, voir Alt.
(en) Statistiques sur pro-football-reference
Joseph Alt dit Joe Alt (né le 28 février 2003 à North Oaks) est un sportif professionnel américain de football américain évoluant au poste d'offensive tackle dans la National Football League (NFL) depuis la saison 2024.
Sélectionné en 5e choix global lors du premier tour de la draft 2024 de la NFL par la franchise des Chargers de Los Angeles, il a joué auparavant pendant trois saisons (2021-2023) au niveau universitaire dans la NCAA Division I FBS, pour le Fighting Irish de l'université de Notre-Dame-du-Lac. Avec le Fighting Irish, il a été sélectionné dans la première équipe All-American 2022 et reconnu unanimement joueur All-America en 2023.

## Biographie

### Jeunesse
Joe Alt naît le 8 février 2003 à North Oaks dans le Minnesota. Son père, John Alt (en) est un ancien offensive tackle des Chiefs de Kansas City ayant été sélectionné à deux reprises pour le Pro Bowl. 
Joe fréquente le lycée  Totino-Grace de Fridley, où il joue au football américain avec l'équipe des Tigers, occupant les postes d'offensive tackle et de tight end. Au terme de ses années lycéennes, il est classé 180e de sa classe, 20e à la position doffensive tackle et est considéré comme le 2e meilleur joueur du Minnesota. Il reçoit huit offres d'universités et décide de se lier avec le Fighting Irish de Notre Dame.

### Carrière universitaire
Étudiant à l'Université de Notre-Dame-du-Lac, il joue au niveau universitaire pour le Fighting Irish de Notre Dame de 2021 à 2023.
Alt joue aux postes d'offensive tackle et de tight end lors des treize matchs de la saison 2021, en étant désigné titulaire pour le poste de left tackle,
La saison suivante, il est finaliste du trophée Outland décerné au meilleur joueur de ligne défensif ou offensif du pays. Il est reconnu à l'unanimité joueur All-America en 2023 et il déclare faire l'impasse sur sa dernière année d'éligibilité universitaire pour se présenter à la draft 2024 de la NFL.

### Carrière professionnelle

#### Draft
Alt est sélectionné en 5e choix global lors du premier tour de la draft 2024 de la NFL par la franchise des Chargers de Los Angeles,.

## Statistiques

### Universitaires
| Année       | Équipe                       | Statut      | MJ |       | Plaquages | Plaquages | Plaquages | Plaquages |       | Interceptions | Interceptions | Interceptions | Interceptions |  | Fumbles | Fumbles |
| Année       | Équipe                       | Statut      | MJ | Total | Seul      | Ast.      | Sacks     | Nb.       | Yards | Déf.          | TD            | Nb.           | Rec.          |  |         |         |
| 2021        | Fighting Irish de Notre Dame | Fr.         | 1  | 1     | 0         | 1         | 0,0       | 0         | 0     | 0             | 0             | 0             | 0             |  |         |         |
| 2022        | Fighting Irish de Notre Dame | So.         | 12 | 0     | 0         | 0         | 0,0       | 0         | 0     | 0             | 0             | 0             | 0             |  |         |         |
| 2023        | Fighting Irish de Notre Dame | Jr.         | 12 | 0     | 0         | 0         | 0,0       | 0         | 0     | 0             | 0             | 0             | 0             |  |         |         |
| Totaux NCAA | Totaux NCAA                  | Totaux NCAA | 25 | 1     | 0         | 1         | 0,0       | 0         | 0     | 0             | 0             | 0             | 0             |  |         |         |

### Professionnelles
| Année | Équipe                  | MJ |                | Plaquages      | Plaquages      | Plaquages      | Plaquages      |                | Interceptions  | Interceptions  | Interceptions | Interceptions |  | Fumbles | Fumbles |
| Année | Équipe                  | MJ | Total          | Seul           | Ast.           | Sacks          | Nb.            | Yards          | Déf.           | TD             | Nb.           | Rec.          |  |         |         |
| 2024  | Chargers de Los Angeles | ?  | Saison à venir | Saison à venir | Saison à venir | Saison à venir | Saison à venir | Saison à venir | Saison à venir | Saison à venir | ?             | ?             |  |         |         |

### Vie privée
Alt est le fils de John Alt (en), ancien joueur des Chiefs de Kansas City et le frère cadet de Mark Alt, joueur de hockey sur glace.